# كوبيلاي توركيلماز
كوبيلاي توركيلماز (بالتركية: Kubilay Türkyılmaz)، من مواليد 4 مارس 1967 في بيلينزونا في سويسرا، لاعب كرة قدم سويسري سابق.
و قد لعب في نادي غلطة سراي التركي ونادي غرافشوب.
و قد لعب مع منتخب سويسرا لكرة القدم بين عامي 1988 و2001، وشارك معهم في 62 مباراة وسجل 34 هدف، وهو الهداف التاريخي في المنتخب.

## مسيرته الكروية
لعب كوبيلاي توركيلماز خلال مسيرته الاحترافية مع 9 أندية في واحد وعشرون موسمًا وسجل خلالها 182 هدف ضمن 382 مباراة. حيث فاز في موسم واحد بالكأس وفي ثلاثة مواسم بالدوري.
خاض كوبيلاي توركيلماز مسيرته مع نادي بيلينزونا في موسم 1986–87 ليلعب معه أربعة مواسم، مشاركًا في 78 مباراة سجل خلالها 48 هدفًا. ثم انتقل إلى نادي سيرفيت في موسم 1989–90 ولمدة موسمين، حيث شارك في 46 مباراة سجل خلالها 25 هدفًا. لينتقل بعدها إلى نادي بولونيا في موسم 1990–91 واستمر معه طيلة ثلاثة مواسم، مشاركًا في 83 مباراة سجل خلالها 24 هدفًا. ثم انتقل إلى نادي غلطة سراي في موسم 1993–94 واستمر معه طيلة ثلاثة مواسم، مشاركًا في 43 مباراة سجل خلالها 16 هدفًا. هذا وانتقل لاحقًا إلى نادي غراسهوبر زيوريخ في موسم 1995–96 ليلعب معه أربعة مواسم، مشاركًا في 82 مباراة سجل خلالها 51 هدفًا. ثم انتقل بعدها إلى نادي لوكارنو في موسم 1998–99 لمدة موسم واحد، مشاركًا في 12 مباراة سجل خلالها 6 أهداف. ليعود وينتقل من جديد، لكن هذه المرة إلى نادي لوزيرن في موسم 1999–00 في المرة الأولى لمدة موسم واحد ثم في موسم 2001–02 لمدة موسم واحد، مشاركًا طوالها في 20 مباراة سجل خلالها 9 أهداف. لينتقل بعدها إلى نادي لوغانو في موسم 2000–01 لمدة موسم واحد، مشاركًا في 9 مباريات سجل خلالها 3 أهداف.

## روابط خارجية
- كوبيلاي توركيلماز على موقع الاتحاد الدولي (مؤرشف)  (الإنجليزية)
- كوبيلاي توركيلماز على موقع الاتحاد الأوربي (الإنجليزية)
- كوبيلاي توركيلماز على موقع اتحاد تركيا (لاعب) (الإنجليزية)
- كوبيلاي توركيلماز على موقع قاعدة بيانات كرة القدم.إي يو (الإنجليزية)
- كوبيلاي توركيلماز على موقع ناشيونال فوتبول تيمز (الإنجليزية)
- كوبيلاي توركيلماز على موقع عالم كرة القدم.نت (الإنجليزية)